# プロテスタンティズムの倫理と資本主義の精神
『プロテスタンティズムの倫理と資本主義の精神』（プロテスタンティズムのりんりとしほんしゅぎのせいしん、Die protestantische Ethik und der Geist des Kapitalismus）は、ドイツの社会学者マックス・ヴェーバーによって1904年から1905年に著された論文。大学教育現場などでは『プロ倫』と略する。
プロテスタントの世俗内禁欲が資本主義の「精神」に適合性を持っていたという、逆説的な論理を提出し、近代資本主義の成立を論じた。
1998年に国際社会学会(ISA)が選出した「20世紀の名著 トップ10」では第4位となっている。
1930年にはタルコット・パーソンズによって英訳され『The Protestant Ethic and the Spirit of Capitalism』の題でアメリカで出版された。

## 論旨
章題は大塚久雄訳

### 第1章 問題の提起

#### 1 信仰と社会階層
オランダ、イギリス、アメリカなどのように、カルヴィニズムの影響が強い国では、非合理性を持った合理主義によって、近代資本主義が発達した。一方、イタリアやスペインなどのように、カトリックの影響が強く、実践的合理性の顕著な国や、ドイツなどでは、資本主義の発達が遅れた。これは偶然ではない。資本主義の「精神」とカルヴィニズムの間には、因果関係が存在するのである。ここでいう資本主義の「精神」とは、単なる拝金主義や利益の追求ではない。合理的な経営・経済活動を非合理的に支えるエートスである。

#### 2 資本主義の「精神」
資本主義の「精神」は、典型的にはベンジャミン・フランクリンに見られる。時間を無駄にせず勤勉で、正直・誠実であれということである。

#### 3 ルッターの職業観念－研究の課題
職業をあらわすドイツ語 "Beruf" とは、もともと神から呼ばれて与えられた使命という意味を持つ。この言葉は宗教改革以後にできたものである。

### 第2章 禁欲的プロテスタンティズムの職業倫理

#### 1 世俗内的禁欲の宗教的諸基盤
カルヴァンの予定説では、救済される人間は、あらかじめ決定されている。したがって、人間の努力や善行の有無などによって、その決定を変更することはできない。つまり、善人でも救われていないかもしれないし、悪人でも救われているかもしれないのである。また、人間は、神の意思を知ることができない。したがって、自分が救済されるのかどうかをあらかじめ知ることはできない。
予定説における決定論は、仏教における因果論とは正反対の論理である。因果論においては、「善行を働けば（因）救われる（果）」のであるから、人間の神や仏に対する働きかけ（たとえば、寺院への布施や教会への寄付は、救済を金で買う行為であると言える）によって、救済が可能である。しかし、それはある意味では、自分が救済されるために、神や仏を道具として使うことである。そのため、それは、神に対する冒涜である。そこで、カルヴァン主義では、神の絶対性を守るために、予定説が採用された。そして、予定説においては、神は人間の行為や意思に一切左右されることなく、絶対専制君主として振舞うのである。
予定説によれば、善人でも救われていないかもしれないし、悪人でも救われているかも知れない。となると、人々は悪事を働きそうなものであるが、実際にはそうはならなかった。
キリスト教においては、人生は一度きりであり、仏教のように何度も生まれ変わる（輪廻転生）ということはない。そして、死後（第1の死）に再び肉体を与えられて、最後の審判に臨むときに、救済される人間として選ばれなかった者は、永遠の地獄に落ちる、あるいは消滅する（第2の死）。そして、そうなってしまえば、救済や復活はもう二度と起こらない。
このように、善行を働いても救われるとは限らない。また、自分が救われているかどうかをあらかじめ知ることもできない。そして、もし選ばれていなかったら自分は永遠の地獄に落ち、二度と救済されることがない。このような予定説の恐るべき論理は、人間に恐怖と激しい精神的緊張を強いる。そして、人々はそこから逃れるために、「神によって救われている人間ならば（因）、神の御心に適うことを行うはずだ（果）」という、因と果が逆転した論理を生み出した。そして、一切の欲望や贅沢や浪費を禁じ、それによって生まれたエネルギーのすべてを、信仰と労働（神が定めた職業、召命、天職、ベルーフ）のみに集中させた。こうして、人々は禁欲的労働（世俗内禁欲、行動的禁欲、アクティブ・アスケーゼ）というエートスを生み出したのである。

#### 2 禁欲と資本主義精神
そうして、人々は世俗内において、信仰と労働に禁欲的に励むことによって、社会に貢献した。そして、この世に神の栄光をあらわすことによって、ようやく自分が救われているという確信を持つことができるようになったのである。
しかし、禁欲的プロテスタンティズムが与えた影響は、それだけではない。禁欲的プロテスタンティズムは、「利潤の肯定」と「利潤の追求の正当化」を生み出した。つまり、金儲けに正当性を与えたのである。
それまで、金儲けは高く評価されるものではなかった。そして、プロテスタンティズム、特にカルヴァン主義は、最も禁欲的であり、金儲けを強硬に否定する宗教であった。
金儲けに正当性が与えられない社会では、金儲けは当然抑制され、近代資本主義社会へと発展することはないはずである。
しかし、最初から利潤の追求を目的とするのではなく、行動的禁欲をもって天職に勤勉に励み、その「結果として」利潤を得るのであれば、その利潤は、安くて良質な商品やサービスを人々に提供したという「隣人愛」の実践の結果であり、その労働が神の御心に適っている証であり、救済を確信させる証である。このようにして、皮肉なことに、最も金儲けに否定的な禁欲的な宗教が、金儲けを積極的に肯定する論理と近代資本主義を生み出したのである。
人々は、「結果として」の利潤の追求に励むことになる。利潤の多寡は、「隣人愛」の実践の証であり、救済を確信させる証である。そのため、多ければ多いほど望ましいとされた。そして、より多くの利潤を得るためには、寸暇を惜しんで勤勉に労働しなければならない。そのため、人々は時計を用い、自己の労働を時間で管理するエートスが成立した。このことを端的に示す諺が「時は金なり」である。厳格な時間管理の意識は、「近代」的な価値観の特徴のひとつである。そして、スイスなどのプロテスタント圏で時計産業が発達したのも、決して偶然ではない。
それまでの人類の労働のあり方は、南欧のカトリック圏（非プロテスタント圏）に見られるように、日が昇ると働き始め、仲間とおしゃべりなどをしながら適当に働き、昼には長い昼食時間をとり、午後には昼寝や間食の時間をとり（シエスタ）、日が沈むと仕事を終えるというようなものであった。つまり、実質的な労働時間は短く、おおらかで人間的ではあるが、生産性の低いものであったのである。
しかし、プロテスタンティズムは、日常生活の全てを信仰と労働に捧げる、「世俗社会の修道院化」によって、人類の中に眠っていた莫大な生産力を引き出したのであった。
また、サクラメントなどの非合理な呪術・魔術は、救済に一切関係がない。そのため、そういったことは禁止され、合理的な精神を育てるようになった（呪術・魔術の園 [ツァウバー・ガルテン] からの解放）。
節約（無駄を省くなどの支出の抑制）のために、収支を管理して合理的経営を行うのに不可欠な複式簿記が導入された。また、生産性を上げるために、科学的合理的精神に基づいた効率の良い生産方法が導入された。
禁欲的労働によって蓄えられた金は、消費によって浪費されることなく貯蓄された（資本蓄積）。
資本蓄積では、古典的資本主義とは違って、獲得された資本が、財貨財宝などの形に置き換えられる。そのため、資本は、資本としての本質を棄損されることなく、恒常的資本という性質を獲得した。そして、利潤追求のために不断に再投資されることになった。
このように、プロテスタンティズムが生み出した勤勉の精神や合理主義は、近代的・合理的な資本主義の「精神」に適合し、近代資本主義を誕生させた（資本主義の「精神」を体現した人物としては、ベンジャミン・フランクリンが挙げられる）。
こうして、プロテスタンティズムの信仰が、結果として近代資本主義の誕生させ、それを発展させた。しかし、近代化が進展するとともに信仰が薄れてゆくと（世俗化）、宗教としての色彩が弱まり、利潤追求自体が自己目的化するようになった。また、「内からの動機」に基づくものであった利潤追求が、「外圧的な動機」によるものに変貌していった。そして、「専門官僚制と合理的法律をもつ合理的国家」（鉄の檻）に支えられた、現代資本主義社会では、外圧的な動機付けによって、それに適合した人間と資本主義の精神を再生産しながら、動き続ける。ただし、それは人々の内面的な動機によって支えられたものではない。そのため、そこに、現代資本主義社会の存続の危機があるのである。
（エマニュエル・トッドは、著書『西洋の敗北』などで、「現在の欧米は、プロテスタント文化の消失により、道徳的・精神的基盤が崩壊し、「ゾンビ・プロテスタティズム」（信仰は失われたが文化的残滓が残る状態）から「宗教のゼロ状態」（完全な虚無、ニヒリズムの支配）へ移行しつつある」、と説く。）
この著作はその危機を指摘しつつ最終章を次のように締めくくっている。「精神なき専門人（Fachmenschen ohne Geist）、心情なき享楽人（Genußmenschen ohne Herz）。この無に等しい者たちは、自分たちこそ人類がいまだかつて到達したことのない段階に到達したのだと自惚れることになるだろう」。
現代社会に生きる我々は、知らず知らずのうちに、宗教的な生き方を強制されている。現代社会で当たり前とされる労働のあり方は、地理的歴史的に見れば、決して普遍的なものではなく、極めて特殊で、地域的時代的宗教的なものなのである。

## 大塚・山之内によるイギリス病の問題
大塚久雄によると、プロテスタンティズムの職業倫理（天職観念）を喪失した結果、イギリス病（人間が怠惰になり労働しない）が生まれたとしている。職業倫理を喪失した資本主義は、営利追求の精神のみが人々の間に外圧的に存在することになり、健全ではないとして、その復興を呼びかけている（ちなみに大塚は無教会主義のクリスチャンである）。
この大塚の論に対し、その弟子である山之内靖は、ヴェーバーが考えたのは禁欲的プロテスタンティズムと資本主義に内在する非人間的側面への批判であるとしている。

## 羽入・折原による資料引用をめぐる論争
羽入辰郎は『マックス・ヴェーバーの犯罪――『倫理』論文における資料操作の詐術と「知的誠実性」の崩壊』において、『プロテスタンティズムの倫理と資本主義の精神』での記述の資料引用の恣意性や手抜きを指摘し、「『プロ倫』はでっち上げであり、ヴェーバーは詐欺師である」と激しく批判した。この著書によって羽入は山本七平賞を受賞した。
ヴェーバー研究者の折原浩はこれに対して、羽入の『マックス・ヴェーバーの犯罪』における指摘自体に多くの錯誤があるなどの問題点を指摘し、「学術書ならぬキワモノ本」と強い批判を加え、『ヴェーバー学のすすめ』をはじめとする複数の反論書を出版した。

## 日本語訳
- 『プロテスタンティズムの倫理と資本主義の精神』（大塚久雄訳、岩波文庫+ワイド版） ISBN 978-4003420935
- 『プロテスタンティズムの倫理と資本主義の《精神》』（梶山力訳、安藤英治編[6]、未來社）
- 『プロテスタンティズムの倫理と資本主義の精神』（中山元訳、日経BPクラシックス、2010年）ISBN 978-4822247911
- 『緒言　プロテスタンティズムの倫理と資本主義の精神　プロテスタント諸信団と資本主義の精神』
戸田聡訳、北海道大学出版会「宗教社会学論集 第1巻 上」、2019年。全3巻（全4冊刊予定）

### 解説書
- 牧野雅彦『新書で名著をモノにする 「プロテスタンティズムの倫理と資本主義の精神」』 光文社新書、2011年
- 橋本努『解読 ウェーバー「プロテスタンティズムの倫理と資本主義の精神」』 講談社選書メチエ、2019年
- 荒川敏彦『「働く喜び」の喪失　ヴェーバー『プロテスタンティズムの倫理と資本主義の精神』を読み直す』「いま読む！名著」現代書館、2020年
- 仲正昌樹『マックス・ウェーバーを読む』 講談社現代新書、2014年
- 山之内靖『マックス・ヴェーバー入門』 岩波新書、1997年